# Cecil Ashby

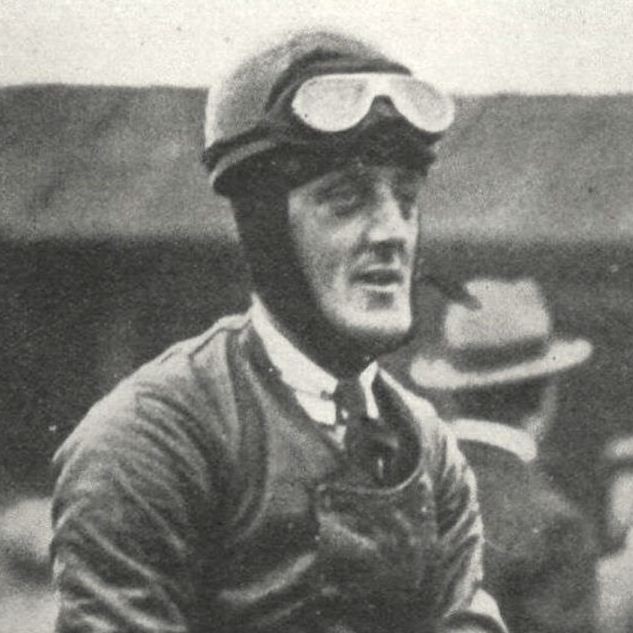
Cecil Ashby

Cecil Thomas Ashby (1898 - Douglas, 10 juni 1929) was een Brits motorcoureur. 

## Carrière
Cecil Ashby debuteerde tijdens de TT van Man van 1924 met een vierde plaats in de Junior TT met een 350cc-Montgomery-JAP. Met een 500cc-Montgomery-JAP werd hij op het circuit van Brooklands Brits kampioen. In 1925 won hij met een P&M de 500cc-race van de Bäderrennen in Swinemünde. Het was zijn eerste internationale race. Enkele weken later won hij met een Zenith-JAP de 250cc-race van de eerste Grand Prix van Duitsland op de AVUS-Ring. 
In 1927 werd hij met een 250cc-OK Supreme achter Wal Handley (Rex-ACME) en Luigi Arcangeli (Moto Guzzi) derde in de Lightweight TT. Op 3 juli werd de Europese titel uitgevochten tijdens de Grand Prix van Duitsland op de net geopende Nürburgring. Cecil Ashby werd met zijn OK Supreme Europees kampioen voor de Duitser Walfried Winkler (DKW) en de Oostenrijker Hugo Höbel (Puch). In de 500cc-klasse werd hij derde achter Graham Walker (Sunbeam) en Stanley Woods (Norton). Hij won ook de 250cc-race van de Bäderrennen.
In 1928 werd hij Europees kampioen 250 cc door zijn overwinning in de GP van Zwitserland in Genève. In augustus won hij de 500cc-klasse van de Bäderrennen met een Duitse Ardie. In september won hij de 250cc-klasse van de Grand Prix van Oostenrijk in Vösendorf. 

## Overlijden
Op 10 juni 1929 startte hij met een New Imperial in de Junior TT. Hij kwam ten val bij Ballacraine en liep daarbij ernstig hoofdletsel op. Hij overleed nog dezelfde dag in Nobles Hospital in Douglas. 

## Isle of Man TT resultaten
| Jaar | Klasse         | Motorfiets          | Plaats |
| ---- | -------------- | ------------------- | ------ |
| 1924 | Junior TT      | Montgomery-JAP 350  | 4e     |
| 1925 | Senior TT      | P&M 500             | DNF    |
| 1926 | Senior TT      | P&M 500             | DNF    |
| 1927 | Lightweight TT | OK Supreme 250      | 3e     |
| 1927 | Senior TT      | Rudge-Whitworth 500 | DNF    |
| 1928 | Lightweight TT | OK Supreme 250      | 5e     |
| 1928 | Junior TT      | Raleigh 500         | 7e     |
| 1928 | Senior TT      | Raleigh 500         | DNF    |
| 1929 | Junior TT      | New Imperial 350    | DNF    |